# Dorise-Verlag
Der dorise-Verlag wurde 2003 von Dorothea Iser in Burg gegründet. 2010 wurde der Verlagssitz nach Erfurt verlegt und die Leitung an Inge Nedwed übergeben, das Lektorat verblieb in Burg. Der Verlag versteht sich als literarische Plattform für Autoren aus dem mitteldeutschen Raum. Publizistischer Schwerpunkt sind Texte, die in Schreibrunden entstehen. Darüber hinaus erscheinen neue Prosa junger Autoren, Lyrik, Reiseliteratur und Satire, Fotografie, literarische Kunstbetrachtungen sowie Kinder- und Jugendliteratur.
In Zusammenarbeit mit dem Friedrich-Bödecker-Kreis e.V. und dem Literaturkreis Pelikan e.V. werden im dorise-Verlag Anthologien herausgegeben.

## Werke und Autoren
Neben Werken der Verlagsgründerin Dorothea Iser und der Verlagsleiterin Inge Nedwed erschienen Bücher unter anderem von Ursula Maria Djaschi, Susanne Laschütza, Monika Helmecke, Gundula Ihlefeldt, Jürgen Jankofsky, Siegfried Maaß, Christina Seidel, Rolf Winkler, Thurid Winkler und Wilfried Zacke. Im Jahr 2013 erschien die der Burger Schriftstellerin Brigitte Reimann gewidmete Anthologie Ich sterbe, wenn ich nicht schreibe.